# 天皇制
天皇制（てんのうせい）とは、「日本独特の君主制」、「天皇を中心とした日本の君主制および国家制度」に対する昭和時代初期に産み出された表現。狭義には「大日本帝国憲法下の君主制」を指すが、広義には近代以前の「古代天皇制」や、日本国憲法下の「象徴天皇制」も含める。もともとは戦前の左派内における国家論争(日本資本主義論争、天皇制国家論争)の中で日本共産党派(講座派)によって産み出された非難の意味でのみ使われる「マルクス主義用語」であったが、第二次世界大戦後は「日本固有の君主制」に対する社会科学用語とであるとして、肯定的立場の者からも使われるようになった。ただし、本来はドイツの君主制(ドイツ革命)のように「打倒すべき対象」として作られた反天皇語であるため、肯定的立場の者には戦後も忌避して使わない者もいる。例として、戦前と同様に宮内庁(宮内省の後身)は戦後も「皇室制度」という表現を用いている。

## 用語

### 発祥と推移
「天皇制」という用語は、昭和初期の日本の資本主義に対する認識差を巡る国家論争（日本資本主義論争、1932年テーゼ等）の中で、講座派(日本共産党系)と労農派(非日本共産党系マルクス主義派)の間で激しく論戦が交わされた中で産まれた言葉である。マルクス主義用語として日本共産党が使用を開始した。

#### 戦後
世界大百科事典は第二次世界大戦終結後には、戦前のような批判的な意味でだけでなく、社会科学用語として定着したと記載している（『世界大百科事典 第2版』）。 下記のように太平洋戦争後の1945年以降、反天皇の立場以外の新聞や国会議員や官僚からも用いられており、「天皇制」の用語の使用が徐々に一般化した。
- 新聞
  - 讀賣報知 - 1945年10月20日「天皇制 国民の意志で決定」[8]、同12月7日「（社説）天皇制論議の自由」[9]、同12月18日「（社説）神道と天皇制」[10]
  - 朝日新聞 - 1945年10月20日「天皇制の運命、選挙に問うのも一案」[11]、同11月15日「天皇制に関する世界の声」[12]、同11月23日「天皇制の世論調査」[13]
  - 日本経済新聞 - 1978年6月9日「気重い天皇制論議」[14]
  - 中日新聞 - 1988年5月22日「天皇制は74%が支持」[15]
  - 毎日新聞 - 1990年1月20日「天皇制 タブー視していない」[16]、
  - 産経新聞 - 1995年5月9日「（主張）憲法を考える 天皇制と国民主権」[17]、2013年8月16日「（編集日誌）終戦の日と天皇制」[18]
- 国会（議事録上の初使用日の2件）
  - 1945年11月29日 帝国議会 貴族院 本会議 二荒芳徳「今日或は天皇制を論じて之を否定すると云ふやうな思想が出て來て居る」[19]
  - 1945年11月29日 帝国議会 貴族院 特別委員会 山田三良「其の結果として、天皇制を彼此言ふのみならず、共産主義的のことを公然と主張して居る」[20]
- 内閣総理大臣（国会議事録）
  - 片山哲 - 1947年9月20日「（人間天皇について）そこに新しきわが國の天皇制のあり方が示されておるのであります。」[21]
  - 鳩山一郎 - 1955年1月24日「（憲法改正について）天皇制につきましては、これはなかなか重大な問題でありまして」[22]
  - 岸信介 - 1957年3月11日「（天皇を元首と呼ぶ事について）天皇制を復活するとか、あるいは天皇の政治的な権力を増加するという意味において元首とするという意味では絶対にない」[23]
  - 池田勇人 - 1964年1月29日「（憲法改正について）天皇制の復活とか、徴兵制度、旧家族制の再建なんかは毛頭考えてないということをはっきりとわが党は言っております」[24]
  - 大平正芳 - 1979年6月5日「（昭和の元号は）二つの観点から天皇制とかかわり合いを持っておると思うのです」[25]
  - 中曽根康弘 - 2004年11月11日「我々は、北東アジアの島々に歴代相受け、天皇制のもとに、独自の文化と固有の民族生活を形成してきた。」[26]
  - 小泉純一郎 - 2006年2月28日「国民統合の象徴である天皇制を、（中略）日本の歴史と伝統の天皇制が維持されるような形に持っていきたい」[27]
- 最高裁判所
  - 1948年5月26日 プラカード事件 判決文 「（日本の統治形態は）天皇制の存否も国民の自由なる意思により決定されるべき問題であつた。」[28]
- 政党
  - 自由民主党 - 2011年 党大会 党情報告「（憲法改正について）憲法前文、天皇制、国旗・国歌、9条、一院制か二院制か、地方自治、改正条項など更に議論を深めるべき論点を提示した。」[29]
  - 日本維新の会 - 2017年 声明「今後も、天皇制、皇室制度について国会で議論を継続していくことが必要と考えます。」[30]
  - 公明党 - 2019年 ニュース 「象徴天皇制は国民の間に定着いたしました。」[31]
  - 日本共産党 - 2004年 創立81周年記念講演「私たちは、目標としては民主主義の精神、人間の平等の精神にたって、天皇制をなくす立場に立ちます。」[32]

- 辞書・辞典

戦後は、「日本固有の君主制」に対する社会科学用語という批判的な意味を含まずにも用いられるようにになったことで辞書や事典にも記載されるようになった。「天皇制」との用語の意味を記載した辞書や事典には以下があり、大半は、「天皇を中心とした制度」を指し、狭義には「大日本帝国憲法下の君主制である天皇制」のみを指し、広義には「日本国憲法下の象徴天皇制や古代の天皇制」も含めている。
- - 「天皇を中心とする日本の国家体制」（『日本史広辞典』[33]）
  - 「天皇を国の君主または象徴とする政治体制のこと」（『イミダス』）
  - 「広義には前近代天皇制と象徴天皇制を含め、狭義には明治維新から敗戦までの近代天皇制を指す」（『岩波 日本史辞典』[34]）
  - 「広くは天皇を君主とする国家の制度。（中略）多く狭義に用いられ、明治維新から1945年までの近代天皇制をさす」（『百科事典マイペディア』[7]）
  - 「広義には天皇を最高権力者とする日本の国家体制。古代天皇制。狭義には大日本帝国憲法によって確立した天皇を政治的・精神的最高権威とする日本的な専制君主制。近代天皇制」（ 『大辞林 第三版』[7]）
  - 「狭義には、天皇を君主もしくは政治支配の権威の源泉とする国家制度をさし、広義には、そうした国家制度を支える社会構造と支配イデオロギーを含めて、天皇制の語は使用されている」（『日本大百科全書 ニッポニカ』[7]）
  - 「天皇が君主となっている統治体制。特に大日本帝国憲法下の政治体制をいう。また、現憲法下における国の象徴としての天皇の制度を天皇制と呼ぶこともある」（『精選版 日本国語大辞典』[7]）
  - 「日本独特の君主制を指す用語。狭義には明治維新から第2次大戦での敗戦までの近代天皇制を指すが、広義には古代天皇制、戦後の象徴天皇制なども含まれる」（『世界大百科事典 第2版』[7]）

### 用語への批判
保守派など尊皇系の立場からは「皇室制度」以外にも「天皇制」という語を忌避して「皇室」や「国体」（こくたい、くにがら、くにぶり）などの語も使用されている。谷沢永一は2001年（平成13年）の著書「「天皇制」という呼称を使うべきでない理由」にて、「天皇制という呼称は、天皇陛下ならびに皇室を、憎み、貶め、罵るための用語であり、国民としては、伝統に即して、皇室、という呼称を用いるのが妥当であろう」と述べた。また谷沢によると、小説家の司馬遼太郎も「天皇制という語は、えぐいことばであり、悪意がインプットされている」と述べたと記している。

### 派生語

#### 天皇制絶対主義
天皇制絶対主義（または絶対主義的天皇制）とは、「大日本帝国憲法の下の天皇制は絶対王政の一種と看做す」という観点の元で使われている用語。日本の右翼も左翼も使っている。
左翼については、1930年代に社会主義・共産主義者の講座派が使用した。講座派は、明治維新は不完全なブルジョワ革命であり、現状は半封建的地主制のため、ブルジョワ革命の後に社会主義・共産主義革命を目指すとした（二段階革命論）。これに対して労農派は、明治維新はブルジョワ革命で、現状は資本主義・帝国主義のため、社会主義・共産主義革命を目指すとした（一段階革命論）。日本共産党は綱領(2020年改訂)で大日本帝国憲法下の天皇制を「国を統治する全権限を天皇が握る専制政治（絶対主義的天皇制）」と記載する。
右翼については、昭和初期の歴史家石井孝によれば、日本は明治維新により純粋封建制としての幕藩体制が解体され、絶対主義天皇制政権と国家が成立されたと記した。

#### 天皇制ファシズム
大日本帝国憲法下の天皇制をファシズムの一種と見做す観点による用語。

#### 象徴天皇制
日本国憲法下における象徴としての天皇制を指す用語。

## 概括
1997年の山川出版社「日本史広辞典」による概括は以下の通り。

## 国家制度の歴史

### 古代
皇室の出自については多くの説が提出されており定まっていないが、記紀によれば初代神武天皇が即位したのは紀元前660年となる。当初の天皇は軍事的及び祭祀的な側面を持っていたと考えられる。
645年の大化の改新により、天皇中心の政治が始まり、「天皇」という称号も使用され始めた。7世紀後半から中国の政治体制に倣った律令制の導入が進められ、701年の大宝律令によって律令制が確立した。国号（日本）と元号（大宝）が正式に定められ、歴代天皇に漢風諡号が一括撰進された。こうして天皇を中心とした中央集権制が確立し、親政が行われた（古代の国体「建国ノ體」）。710年には平城京に遷都した。
9世紀ごろから貴族層が実質的な政治意思決定権を次第に掌握するようになっていった。10世紀には貴族層の中でも天皇と強い姻戚関係を結んだ藤原氏（藤原北家）が政治意思決定の中心を占める摂関政治が成立した。
11世紀末になると上皇が実質的な君主（治天の君）として君臨し、政務に当たる院政が始まった。天皇位にある間は制約が多かったものの、譲位して上皇となると自由な立場になり、実質的君主としての実権を得た。院政を支えたのは中級貴族層であり、藤原氏（摂関家）の地位は相対的に低下した。

### 中世
鎌倉に武家政権が成立すると、天皇・上皇を中心とした朝廷と将軍を中心とした幕府とによる二重政権の様相を呈した。承久の乱では幕府側が勝利を収めた。だが、天皇側の勢力もまだ強く、鎌倉幕府が滅亡すると後醍醐天皇が天皇親政を復活させた。建武の新政参照。
室町幕府が成立すると天皇は南朝・北朝に分裂した（南北朝時代）。長い戦乱が続いた末、室町幕府の3代将軍足利義満によって南北朝の合一が果たされた（1392年）。義満は幕府の権力を強化するとともに、「日本国王」として明皇帝に朝貢する形式で勘合貿易を行った。義満の死（1394年）に際して朝廷は「鹿苑院太上法皇」の称号を贈った（これらのことなどから、義満が皇位を簒奪する意図を持っていたと考える史家もいる）。
8代将軍足利義政の時代に応仁の乱が起こり、やがて戦国時代に入り、幕府の勢力は衰えた。戦乱の世にあって、天皇・朝廷の勢力も衰えていったが、主に文化・伝統の継承者としての役割は存続していた。

### 近世
織田信長、豊臣秀吉も天皇の存在や権威を否定せず、政治的に利用することによって自らの権威を高めていった。江戸幕府のもとでも天皇の権威は温存されたが、「天子諸芸能ノ事、第一御学問也」とする禁中並公家諸法度が定められ、朝廷の立場は大きく制約されることになった。紫衣事件などにみられるように、年号の勅定などを僅かな例外として政治権力はほとんどなかった。
幕府が学問に儒学の朱子学を採用したことから、覇者である徳川家より「みかど」が正当な支配者であるという尊皇論が水戸徳川家（水戸藩）を中心として盛んになった。
江戸時代末になると尊皇攘夷論が興り、天皇は討幕運動の中心にまつりあげられた。尊皇攘夷論は、天皇を中心とした政治体制を築き、対外的に独立を保とうという政治思想となり、幕末の政治状況を大きく揺るがせた。吉田松陰の唱えた一君万民思想は擬似的な平等思想であり、幕府の権威を否定するイデオロギーともなった。しかし、尊皇攘夷派の志士の一部は天皇を「玉」（ぎょく）と呼び、政権を取るために利用する手段だと認識していた。

### 明治以降
明治新政府は江戸幕府を倒し、奈良時代以来となる太政官制を王政復古で復活させた。なお、真の統治者が将軍ではなく天皇である事を知らしめるため、当時、九州鎮撫総監が“将軍はいろいろ変わったが、天子様は変わらず血統も絶えずに存在する”という趣旨の文書を民衆に配布している。京都府もやはり天皇統治を周知すべく告諭を行なっている。更に新政府は行幸をたびたび行なった。
ヨーロッパに対抗する独立国家を創出するため、明治政府による中央集権体制が創られた。明治政府は不平を持つ士族の反乱や自由民権運動への対応の中から、議会制度の必要性を認識していった。日本の近代化のためにも、国民の政治への関与を一定程度認めることは必要であり、近代的な国家体制が模索された。モデルになると考えられたのは、ヨーロッパの立憲君主国で、特にドイツであった。

### 第二次世界大戦終結後
日本国憲法により、いわゆる象徴天皇制となった。

## 制度

### 大日本帝国憲法
大日本帝国憲法はプロイセン王国やベルギー王国の憲法を参考に作成されたと言われている。伊藤博文は、ヨーロッパでは議会制度も含む政治体制を支える国民統合の基礎に宗教（キリスト教）があることを知り、宗教に替わりうる「機軸」（精神的支柱）として天皇に期待した。

#### 天皇の地位
大日本帝国憲法第1条、第3条および第4条で定められ、日本国憲法とは異なり明確に「元首」と規定されていた。

#### 天皇の大権
大日本帝国憲法においては、天皇は以下のように記されていた。
- 統治権を総攬する元首である。
- 陸海軍（＝軍隊）を統帥する。
- 帝国議会の協賛を以って立法権を行使し、帝国議会が議決した法律を裁可若しくは拒否する。
- 国務大臣によって輔弼される。
- 司法権はその名において法律により裁判所が行う。

#### 立憲君主制
機務六条の締結と大日本帝国憲法の制定により、日本は立憲君主制になったとされる。大日本帝国憲法を起草した伊藤博文も、天皇に絶対君主の役割を期待するようなことはなかった。法文を素直に解釈すると、“万世一系の天皇之を統治す”、“神聖にして侵すべからず”など、大日本帝国憲法においての天皇は大きな権力を持っていたように読めるが、明治以降も、天皇が直接命令して政治を行うことはあまり無く、明治憲法制定後も当初は、藩閥政府が天皇の権威の下に政治を行っていたのが、後には議会との妥協を試みるようになった。この点について「君臨すれども統治せず」という原則をとる現代の日本やイギリスなどの近代的立憲主義とほぼ同じであったという意見がある。また、大日本帝国憲法の制定時の状態から考えるに、近代以前の日本には、時代が進むごとに「君主（＝法人としての「所有者」あるいは宗教・主権者的存在としての「天皇」）」としてのと「元首（＝法人としての「機関」あるいは政治・権力者的存在としての「将軍」）」とによる二元性による分離性が平時「通常」の政治体制が存在していたことからも考えても、近代以降「天皇」に宗教的政治的な統合をしていったことは、天皇が「君主＝元首」になったことを考えることはできる。
一方、統帥権をはじめとした軍について、議会、内閣の関与が受けられない他、議会の関与を受けない枢密院の力が巨大であること、憲法上にない元老、内大臣が天皇の権威によって、政治に介入できるほか、解釈上法律で基本的人権を無制限に侵害することが可能とも読める（留保を定めた「臣民の義務に反せず法に定める範囲内で」の文言が各所にある）ため、憲法学者の間では外見的立憲主義でしかないとする意見が通説である。

#### 統帥権
衆議院において政府に反対する勢力が多くを占めることを予想して、貴族院に衆議院と同等の権限を持たせている。
実際に政治を運営するのは、天皇でなく元老や内閣の各国務大臣である。行政権は各国務大臣の輔弼により天皇に付随しており、権力執行者とされた。大日本帝国憲法では、国務大臣は天皇を輔弼するもの（総理大臣も他の大臣と同格。）と規定された。しかし、最終的な政治決断を下すのは誰か、という点は曖昧にされていた。対外的には、天皇は元首であるが実際の行政権執行者は内閣としていた。内閣は憲法ではなく内閣官制で規定されており、内閣総理大臣は国務大臣の首班ではあるものの憲法上は対等な地位であった。
この憲法に規定された権力構造が昭和に入ってから軍部に利用され、「軍の統帥権は天皇にあるのだから政府の方針に従う必要は無い」と憲法を拡大解釈して軍が大きな政治的影響力を持つこととなったといわれる（権力の二重構造、統帥権干犯問題）。軍が天皇を担いでクーデターを起こしても、政府がこれを制止鎮圧する術はなかったのである。（二・二六事件・統帥権干犯問題を参照）こうした政治的主体性の欠如した統治機構を、政治学者の丸山眞男は「無責任の体系」と呼んだ。
なお、明治以降から終戦までの天皇は、従来の天皇とは異なる極めて政治的な理由によって、大幅に制度を変えるものであるとして、「絶対主義的天皇制」「近代天皇制」という語が用いられることもある（天皇制ファシズム参照）。

### 日本国憲法
日本国憲法第1章により、いわゆる象徴天皇制と国民主権が規定された。
第2条～第8条の構成は次のようになっている。
第2条 皇位の継承
第3条 天皇の国事行為に対する内閣の助言と承認
第4条 天皇の権能の限界、天皇の国事行為の委任
第5条 摂政
第6条 天皇の任命権
第7条 天皇の国事行為
第8条 皇室の財産授受
天皇は日本国憲法の定める特定の国事に関する行為のみを行うとされるようになり、国政に直接関与する権能は有しなくなり、また天皇の国事行為は内閣の助言と承認が必要とされ、内閣がその責任を負う、とされている。
連合国軍最高司令官総司令部は国家の政体の中心に継続して皇室を維持する方針を採り、一方で昭和天皇によるいわゆる「人間宣言」を請け日本国憲法に国家象徴としての天皇（象徴天皇）の地位を導入する方針を指導した。この方針は昭和天皇の各地への行幸や皇太子結婚などのイベントを通して大衆に浸透し、一定の支持を得るに至った。この大衆の支持を基盤にした戦後の皇室を松下圭一は大衆天皇制と評した。
憲法学会の学説では日本国憲法下の現行体制を立憲君主制とは捉えず、また天皇は元首ではないとする説と、実質的に元首であるという見解を示す説もある（「君主制（君主が元首である）」と「君主政（君主が執政者である）」では若干意味が違い、「民主政」と「君主政」の両立は有り得ないが、「民主政」と「君主制」は両立され得る）。
日本政府の公式見解（法制局の見解）は以下の通りである。
- 1973年（昭和48年）6月28日参議院内閣委員会、吉國一郎内閣法制局長官答弁「日本は近代的な意味の憲法を持っているし、憲法に従って政治を行う国家である以上、立憲君主制と言って差し支えないが、ただし明治憲法におけるような統治権の総攬者としての天皇をいただくような立憲君主制ではないことは明らかである」と述べた[41]。
- 1975年（昭和50年）3月18日、衆議院・内閣委員会において、政府委員の角田礼次郎（内閣法制局第一部長）は、質問に答える形で、旧憲法下の天皇と現在の憲法のもとにおける天皇の権能・地位は非常な違いがあると認め、大きな違い（の一番目）は、現憲法のもとにおける天皇は、第一条に明記されているがごとく、日本国の象徴であり日本国民の象徴であって、一口で言えば非政治的な地位にいることだと思う、とし、第二に、現在の（＝現憲法下の）天皇は（旧憲法下では初めから地位を持っていた、とされていたのに対して）、やはり第一条に明記されているごとく、その地位が、主権の存ずる日本国民[注 1] の総意に基づくことだと思う、と述べた[41]。
- 1988年10月11日参議院内閣委員会、大出峻郎内閣法制局第一部長答弁。（天皇は元首なのか？そうでないのか？といった主旨の問いに対し）『現行憲法（＝日本国憲法）においては元首とは何かを定めてはおらず、元首の概念は学問上・法学上いろいろな考え方があるようなので、天皇が元首かどうかは、要は定義次第であると考えている。“元首”の定義として、外交のすべてを通じて国を代表し（かつ）行政権を把握しているとする定義を採用するならば、現行憲法においては天皇は元首ではないということになると思う。しかし、現代には「実質的な国家統治の大権を持っていないくても、国家においていわゆるヘッド（頭）の地位にある者を“元首”と見る」とする見解もあり、そのような定義を採用するならば、天皇は国の象徴であり外交関係では国を代表する面も持っているので、（その場合は）「元首」と言ってもさしつかえないというふうに考えている。[41]』『憲法7条9号の「外国の大使および公使を接受すること」というのは、国事行為として、日本に駐在するために派遣される外国の大使・公使を接受するのであるから、この点では、形式的・儀礼的ではあるが天皇が国を代表する面を有している。それに対して、全権委任状あるいは日本の大使・公使の信任状を発出するのはもともと内閣の権限に属することであり、天皇はあくまでこれを認証するだけである。また批准書、その他の外交文書の作成も、内閣の権限に属することであり、天皇はこれを認証するだけである。そういう意味において、外交関係において国を代表する面を有しているとは言いにくいのではないかと理解している[41]』

アメリカ・中央情報局の『ザ・ワールド・ファクトブック』では、日本の「Government type（政府・統治のタイプ）」としては「a parliamentary government with a constitutional monarchy」とし、「chief of state」としては 「Emperor AKIHITO (since 7 January 1989)」としている。諸外国は一般的に、外交上、日本を天皇を元首とした立憲君主国として扱っている。

## 議論
天皇制に関する著名な議論には以下がある。

### 近世以降
江戸時代後期の国学者の平田篤胤は従来の儒教的世界観に対し、神国思想により天皇を全世界の統治者と位置づけ、尊王・攘夷思想に影響を与えた。

### 明治維新後
明治政府が進めた天皇を中心とした神道国教化に対し、1872年に島地黙雷など仏教界や、西洋諸国から政教分離原則の批判が発生した。神道国教化は放棄されたが、代わりに「皇室崇拝は宗教ではなく国家の祭祀で、国民の義務としても政経分離原理に抵触しない」との神道非宗教説が生まれた。
1874年に加藤弘之は「人民を以て独り天皇の私有臣僕となすが如き」国体を批判して西欧諸国流の「国家君民の権利義務」を主張したが、政府より批判され政府擁護に転向した。
1876年以降の大日本帝国憲法草案審議では、伊藤博文は欧州の宗教と比較して「我が国に在りて基軸とすべきは独り皇室あるのみ」と述べ、国王の権限が強大なプロイセン型の立憲君主制が採用された。
1889年の憲法制定後、上杉慎吉らの西洋の君主主義を日本に適用した天皇主権論と、美濃部達吉らの国家法人説に基づいた天皇機関説で議論が行われた。当初は藩閥政府の超然主義により天皇主権論が支配的であったが、日清戦争・日露戦争後には天皇機関説が主流となった。
1891年の内村鑑三不敬事件では、井上哲次郎は国家主義の立場からキリスト教を批判し、植村正久はキリスト教の立場から皇室崇拝・先祖崇拝は認められないと主張した。
1914年、吉野作造らは民主主義（デモクラシー）の訳語として「民本主義」を使用して、主権の所在（君主または人民）を問わずに、人民多数のための政治を主張して大正デモクラシーに影響を与えた。
1910年の大逆事件（幸徳事件）、1921年の大本事件、1930年の統帥権干犯問題、1932年の五・一五事件、1935年の天皇機関説事件と国体明徴声明などにより軍部が政治的影響力を拡大し、天皇制に関する議論自体が困難となった。
北一輝は大日本帝国憲法における天皇制を批判し、「国民の天皇」を中心とした平等で民主的な社会のために「維新革命」「国家改造」が必要と主張し、皇道派に影響を与えた。
石原莞爾は著作『世界最終戦論』で「世界最終戦を経て、全人類が天皇を現人神（あらひとがみ）として信仰し、天皇の霊力によって世界を統一するべきである。」と述べた。
社会主義・共産主義者による日本資本主義論争で講座派は天皇を「半封建制の絶対君主」、労農派は「ブルジョワ君主」と規定した。
非合法の第二次共産党は27年テーゼで「君主制の廃止」を採択、32年テーゼで「天皇制の廃止」を採択した。

### 第二次世界大戦後
第二次世界大戦の敗戦後、天皇制を含めた自由な議論が可能となり、君主制廃止も含めた多くの憲法草案が作成され、日本共産党は日本人民共和国憲法草案を発表した。
議会での日本国憲法制定議論では、日本国憲法第1条で「国体は変わったか」が議論となり、憲法担当国務大臣の金森徳次郎は「国家体制は変更されたが、天皇を憧れの中心として国民がつながり国が存在するという意味の国体は変わっていない」と答弁し、「二枚舌」と批判された。また尾高・宮沢論争や佐々木・和辻論争も発生した。象徴天皇制における日本の君主や元首も議論となった。
1946年に三笠宮崇仁親王は、天皇は退位の自由も無いため「鉄鎖につながれた内閣の奴隷と化する」と発言。
1947年の第1回国会以来、日本共産党は天皇の「お言葉」が「憲法を逸脱」と国会開会式を欠席（2016年より「発言内容が儀礼的・形式的に定着」として出席）。また1948年の国会開会式でのカニの横ばい拒否事件では、公職追放に対して部落解放全国委員会らが追放反対運動を展開した。
1960年の風流夢譚事件では、宮内庁は名誉棄損、右翼は「不敬」、出版社側は表現の自由を主張し、菊タブーとも呼ばれた。
1964-1974年の靖国神社法案では、日本遺族会などが国家護持を主張、他の宗教団体や左派などは国家神道復活反対や政教分離原則を主張した。
1988年の昭和天皇崩御では、「過剰な自粛」や「昭和天皇の戦争責任」が議論となった。
2004年に皇室典範に関する有識者会議が設置され、皇位継承問題として女性天皇、女系天皇、女性宮家、旧皇族復帰等が議論となった。
2016年に天皇の譲位希望の「おことば」が公開され、譲位が議論となった。

### 学者や政党の見解
著名な学者・著作家や政党による天皇制への見解には以下がある。
渡部昇一は、天皇は神話時代から続く世界に例のない万世一系の存在で、神道は特定の宗教ではなく、日本国憲法は無効であり、生前退位や女性天皇や女系天皇は左翼の陰謀と批判した。
丸山眞男は戦前の日本を「天皇制ファシズム」と呼び、誰も戦争責任を取らない日本の天皇を中心とした社会を「無責任の体系」と批判した。
吉本隆明は、歴史的に天皇制の大半は宗教的権威であり、天皇の世襲における祭儀の本質は「神との共食」と「神との性行為」で、その根底には農耕祭儀がある。このため、「日本が農耕社会からほぼ脱皮したときに、アジア的な農耕社会の日本における王としての天皇の政治的な役割は終焉する」と述べた。
三島由紀夫は昭和天皇の人間宣言を「残念」 と述べ、小泉信三らが進める「天皇制の民主化」に対して、大衆社会に媚びた「週刊誌的天皇制」と批判した。
西部邁は、政治と宗教は根源的に繋がっており、「天皇は価値の源泉たる国柄の「象徴」」で、「象徴」は聖なるものへの指向性を含むため、日本国憲法には矛盾があると述べた。
梅原猛は、「天皇」という言葉ができた8世紀の推古天皇頃から天皇は宗教的色彩が強く、律令時代でも天皇の政治的権力は排除されており、中国の皇帝と同じ「エンペラー」と訳すのは間違いで、天皇は実際の権力を持たなかったから存続できた。天皇は初めから象徴であり、明治憲法で天皇をヨーロッパ流国家体制の上に持ってきたのは間違いだった、と述べた。
堀内哲は、天皇の政治的発言など象徴天皇制には限界があり、天皇制廃止し天皇を普通の人間に戻すべきと主張した。橋爪大三郎は、天皇制は民主主義と矛盾するため憲法改正による天皇制廃止を主張した。小谷野敦は、天皇制は生まれによる差別のため、憲法改正して天皇制廃止し天皇・皇族は日本国国民として基本的人権を認めるべきと主張した。八巻正治は自著「さわやかな風のようにー福祉のまなざしを求めて-」の中で「日本は相当に自由の国だと一般には理解されていますが、こと天皇制の問題になると状況は異なります。相当の知識人でさえも口を堅く閉ざしてしまいます」と述べている。
自由民主党は綱領に「自主憲法制定」を記載、2012年の「日本国憲法改正草案」で天皇を「元首」と記載した。
池田大作は著作で、戸田城聖の言葉として「仏法から見て、天皇や、天皇制の問題は、特に規定すべきことはない。代々つづいて来た日本の天皇家としての存在を、破壊する必要もないし、だからといって、特別に扱う必要もない。どちらの立場も気の毒と思う。」と記した。
日本共産党は2004年綱領で「君主制の廃止」を削除する一方、「天皇制の存続を認めた天皇条項は、民主主義の徹底に逆行する弱点」として将来的には「国民主権の原則の首尾一貫した展開のためには、民主共和制の政治体制の実現をはかるべき」と記載した。

## 世論調査
代表的なマスメディアによる天皇制の存続または廃止に関する主な世論調査には以下があり、調査の時期・方法・設問などの相違もあるため単純比較はできないが、多くの調査結果では象徴天皇制の支持が8割前後、天皇制の廃止や反対は1割前後、天皇の権限強化は1割未満である。
- 毎日新聞[57]
  - 1946年5月 憲法改正草案の象徴天皇制の条項に賛成 85%、反対 13% （天皇制廃止には賛成 11%、反対 86%）
  - 1970年7月 「現在のままの象徴天皇制で良い」 81%、「天皇制は廃止すべきだ」 9%、「天皇制をもっと権威と力のあるものにすべきだ」 8%
  - 1975年9月 「現在のままの象徴天皇制で良い」 81%、「天皇制は廃止すべきだ」 10%、「天皇制をもっと権威と力のあるものにすべきだ」 7%
  - 1982年4月 「現在のままの象徴天皇制で良い」 77%、「天皇制は廃止すべきだ」 14%、「天皇制をもっと権威と力のあるものにすべきだ」 6%
  - 1987年3月 「現在のままの象徴天皇制で良い」 81%、「天皇制は廃止すべきだ」 11%、「天皇制をもっと権威と力のあるものにすべきだ」 5%
  - 1993年4月 「現在のままの象徴天皇制で良い」 84%、「天皇制は廃止すべきだ」 10%、「天皇制をもっと権威と力のあるものにすべきだ」 4%
  - 2001年9月 「現在のままの象徴天皇制で良い」 80%、「天皇制は廃止すべきだ」 13%、「天皇制をもっと権威と力のあるものにすべきだ」 3%
  - 2006年2月 「現状のまま維持すべきだ」 65%、「天皇制自体に反対」 9%、「天皇を国の元首と明記すべきだ」 7% （選択肢を変更）

- 読売新聞
  - 1990年1月 象徴天皇制支持 73%[58]

- 朝日新聞
  - 2002年12月 象徴天皇制支持 86%[59]

- 日本放送協会
  - 2009年10～11月 「天皇は現在と同じく象徴でよい」 82%、「天皇制は廃止する」 8%、「天皇に政治的権限を与える」 6% [60]